# 山田悠介
山田 悠介（やまだ ゆうすけ、1981年（昭和56年）6月8日 - ）は、日本の小説家。東京都出身。

## 概要
学生時代は小説を書くどころか、まともに本を読んだこともなかった。2001年（平成13年）、高校を卒業後に、『リアル鬼ごっこ』（文芸社）を自費出版。作成期間は2か月。高校時代のアルバイトで貯めたお金に祖母から借りたお金を頭金にして出版費用をまかなった。自費出版にした理由として、「両親や友人に見せるのは恥ずかしい」「たまたま新聞で、自費出版の広告を見かけた」と語っている。
同作は刊行から半年ほどで1万部を突破。累計で100万部を超えるヒット作となり、映画化もされた。

## 作風
サバイバル／デスゲームもののホラーを中心に、中高生に人気の作家であり、映画化・テレビドラマ化されている作品も多い。
命の大事さを伝えたかった『スイッチを押すとき』を除いて、「作品にメッセージを託すことはない」「基本的に面白いか、面白くないかがすべて。純粋にエンタテインメントとして楽しんでもらえるものを書きたい」と語っている。

## 作品

### 単行本
- リアル鬼ごっこ（2001年12月、文芸社 / 2004年4月、幻冬舎文庫 / 2014年7月、小学館ジュニア文庫）
  - リアル鬼ごっこ＋（2007年12月、文芸社）- DVD付き限定版
  - リアル鬼ごっこ LIMITED（2010年6月、文芸社）- 映画の場面写真の挿絵付き
- @ベイビーメール（2003年3月、文芸社 / 2005年7月、角川ホラー文庫 / 2015年7月、角川文庫）
- 親指さがし（2003年9月、幻冬舎 / 2005年10月、幻冬舎文庫）
- あそこの席（2003年11月、文芸社 / 2006年4月、幻冬舎文庫）
- パズル（2004年6月、角川書店 / 2007年6月、角川文庫 / 2012年2月、角川つばさ文庫）
- 8.1（2004年7月、文芸社 / 2007年11月、角川文庫）- 文庫は分冊
  - 「8.1」「黄泉の階段」「骨壺」- 『8.1 Horror Land』に収録
  - 「ジェットコースター」「写真メール」「人間狩り」- 『8.1 Game Land』に収録
- ×ゲーム（2004年8月、幻冬舎 / 2007年8月、幻冬舎文庫）
- Aコース（2004年10月、幻冬舎文庫 / 2016年10月、角川文庫）
- Fコース（2005年6月、幻冬舎文庫 / 2017年5月、角川文庫）
- ライヴ（2005年6月、角川書店 / 2009年6月、角川文庫 / 2017年7月、幻冬舎文庫）
- ブレーキ（2005年7月、角川書店 / 2008年5月、角川ホラー文庫 / 2015年6月、角川文庫） - 短編集
  - 収録作:「ビンゴ」「サッカー」「ババ抜き」「ゴルフ」「ブレーキ」
- スイッチを押すとき（2005年8月、文芸社 / 2008年10月、角川文庫 / 2016年2月、河出文庫）
- レンタル・チルドレン（2006年1月、幻冬舎 / 2008年4月、幻冬舎文庫）
- スピン（2006年7月、角川書店 / 2010年6月、角川文庫）
- 特別法第001条 DUST（2006年12月、文芸社 / 2009年4月、幻冬舎文庫）
- ドアD（2007年1月、幻冬舎 / 2009年8月、幻冬舎文庫）
- オール（2007年6月、角川書店 / 2009年11月、角川文庫） - 連載『何でも屋』より改題
  - オール ミッション2（2008年8月、角川書店 / 2011年4月、角川文庫）
- パラシュート（2007年7月、文芸社 / 2011年5月、幻冬舎文庫） - 同名の連載作品の単行本化
- パーティ（2007年11月、角川書店 / 2011年6月、角川文庫 / 2016年11月、幻冬舎文庫）
- 魔界の塔（2008年2月、幻冬舎 / 2010年8月、幻冬舎文庫）
- その時までサヨナラ（2008年4月、文芸社 / 2012年2月、文芸社文庫 / 2017年7月、河出文庫）
- モニタールーム（2008年10月、角川書店 / 2012年6月、角川文庫）
- ニホンブンレツ（2009年3月、文芸社 / 2013年2月、文芸社文庫 / 2016年8月、小学館ジュニア文庫 / 2020年9月、河出文庫[注 1]） - 小学館ジュニア文庫版は分冊
- 自殺プロデュース（2009年6月、幻冬舎 / 2012年4月、幻冬舎文庫）
- アバター（2009年12月、角川書店 / 2013年2月、角川文庫）
- メモリーを消すまで上 下（2010年6月、文芸社 / 2014年2月、文芸社文庫 / 2020年10月、河出文庫[注 2]） - 河出文庫版は合冊
- キリン（2010年9月、角川書店 / 2013年6月、角川文庫）
- 復讐したい（2011年4月、幻冬舎 / 2013年4月、幻冬舎文庫）
- ブラック（2011年7月、文芸社 / 2015年12月、文芸社文庫 / 2017年10月、小学館ジュニア文庫）
- 名のないシシャ（2011年12月、角川書店 / 2014年2月、角川文庫）
- 種のキモチ（2012年9月、文芸社 / 2016年8月、文芸社文庫 / 2020年4月、幻冬舎文庫）
- 奥の奥の森の奥に、いる。（2013年1月、幻冬舎 / 2015年8月、幻冬舎文庫）
- 93番目のキミ（2013年4月、文芸社 / 2016年2月、文芸社文庫 / 2017年8月、河出文庫）
- 貴族と奴隷（2013年11月、文芸社 / 2018年4月、幻冬舎文庫）
- 君がいる時はいつも雨（2014年12月、文芸社文庫）
- 天使が怪獣になる前に（2015年2月、文芸社文庫）
- 配信せずにはいられない（2015年4月、文芸社文庫）
- 神様のコドモ（2016年3月、幻冬舎 / 2019年8月、幻冬舎文庫）
- お宝探しが好きすぎて（2017年2月、文芸社文庫）
- 僕はロボットごしの君に恋をする（2017年10月、河出書房新社 / 2020年4月、河出文庫）
- 俺の残機を投下します（2020年7月、河出書房新社 / 2024年7月、河出文庫）
- サブスクの子と呼ばれて（2022年10月25日、河出書房新社）

### 連載
- パラシュート
- 「何でも屋」シリーズ（単行本「オール」シリーズの原典）[6]

## 作品のメディア展開

### 漫画
- リアル鬼ごっこ（杉山敏、幻冬舎コミックス）
- @ベイビーメール（幸崎えん、幻冬舎コミックス）
- 親指さがし（綾村切人、幻冬舎コミックス）
- ドアD（杉山敏、幻冬舎コミックス）
- ×ゲーム（横山仁、幻冬舎コミックス）
- パズル（三部けい、角川書店）
- 特別法第001条DUST（壱臣、幻冬舎コミックス）
- Aコース（杉山敏、幻冬舎コミックス）
- リアル鬼ごっこ2（壱臣、幻冬舎コミックス）
- 8.1 山田悠介劇場（U.G.E、富士見書房）
- 8.1 山田悠介劇場2（U.G.E、富士見書房）
- 奥の奥の森の奥に、いる。（咲乃ハカ、幻冬舎コミックス）
- リアル鬼ごっこ JK（園子温・水土よもぎ、幻冬舎コミックス）

### 映画
- 8.1（2005年、主演：黒川智花）
- あそこの席（2005年、主演：阪田瑞穂）
- @ベイビーメール（2005年、主演：松田まどか）
- 親指さがし（2006年、主演：三宅健）
- リアル鬼ごっこ（2008年、主演：石田卓也）
- リアル鬼ごっこ2（2010年、主演：石田卓也）
- ×ゲーム（2010年、主演：荒木宏文）
- アバター（2011年、主演：橋本愛）
- スイッチを押すとき（2011年、主演：小出恵介）
- ×ゲーム2（2012年、主演：多田愛佳（平嶋夏海とのW主演））
- リアル鬼ごっこ345（2012年、三部作連続公開、主演：山﨑賢人、荒井敦史、井上正大）
- ビンゴ（2012年、主演：清水一希、松井咲子）
- パズル（2014年、主演：夏帆、野村周平）
- ライヴ（2014年、主演：山田裕貴、大野いと）

### テレビドラマ
- スイッチを押すとき（2006年、GyaO）
- その時までサヨナラ（2010年、WOWOW・ドラマW）
- リアル鬼ごっこ THE ORIGIN（2013年）

### 舞台
- スイッチを押すとき〜君達はなぜ生きているんだ?〜
- 特別法第001条DUST